# Garching (metropolitana di Monaco di Baviera)
La stazione di Garching è una stazione della metropolitana di Monaco di Baviera che non si trova più nel comune della città bensì nel comune di Garching, cittadina universitaria confinante con Monaco di Baviera. La stazione fu inaugurata il 14 ottobre 2006. La stazione è stata decorata da artisti di Garching con pannelli colorati sovrapposti.